# Caudry Old Communal Cemetery
Caudry Old Communal Cemetery is een Britse militaire begraafplaats gelegen in de Franse plaats Caudry (Noorderdepartement). De begraafplaats wordt onderhouden door de Commonwealth War Graves Commission.
De begraafplaats telt 98 geïdentificeerde Gemenebest graven uit de Eerste Wereldoorlog.